# Premier Division 2018-2019 (Gibilterra)
La Premier Division 2018-2019 è stata la 120ª edizione della massima serie del campionato di calcio di Gibilterra. La competizione è iniziata il 13 agosto 2018 ed è terminata il 20 maggio 2019. Il Lincoln Red Imps ha vinto il campionato per la ventitreesima volta nella sua storia.

## Stagione

### Formula
Questa è la sesta stagione di Gibilterra come membro della UEFA. La squadra vincitrice del campionato ha un posto nel turno preliminare della UEFA Champions League 2019-2020, qualora abbia la licenza UEFA, mentre un posto nel turno preliminare della UEFA Europa League 2019-2020 è riservato alla vincitrice della Rock Cup 2018-2019.

Le squadre si affrontano per tre volte per un totale di 27 giornate. 
In vista della stagione 2019-2020, che prevederà una fusione di Premier Division e Second Division in un unico campionato, non è prevista alcuna retrocessione.

## Squadre partecipanti
Tutte le squadre giocano nello stesso stadio, il Victoria Stadium con una capienza di 5000 spettatori.
| Squadra           | Stagione precedente          |
| ----------------- | ---------------------------- |
| Boca Gibraltar    | 1º posto in Second Division  |
| Europa FC         | 2º posto in Premier Division |
| Gibraltar Phoenix | 6º posto in Premier Division |
| Gibraltar Utd     | 4º posto in Premier Division |
| Glacis United     | 7º posto in Premier Division |
| Lincoln Red Imps  | Campione di Gibilterra       |
| Lions Gibraltar   | 8º posto in Premier Division |
| Lynx              | 9º posto in Premier Division |
| Mons Calpe        | 5º posto in Premier Division |
| St Joseph's       | 3º posto in Premier Division |

## Classifica finale
|                       | Pos. | Squadra           | Pt | G  | V  | N | P  | GF | GS  | DR   |
| --------------------- | ---- | ----------------- | -- | -- | -- | - | -- | -- | --- | ---- |
| Gibilterra (bandiera) | 1.   | Lincoln Red Imps  | 66 | 27 | 21 | 3 | 3  | 84 | 19  | +65  |
| [ 1 ]                 | 2.   | Europa FC         | 64 | 27 | 20 | 4 | 3  | 84 | 20  | +64  |
| [ 2 ]                 | 3.   | St Joseph's       | 55 | 27 | 17 | 4 | 5  | 69 | 29  | +40  |
|                       | 4.   | Mons Calpe        | 49 | 27 | 15 | 4 | 8  | 63 | 29  | +30  |
|                       | 5.   | Gibraltar Phoenix | 43 | 27 | 13 | 4 | 10 | 42 | 34  | +8   |
|                       | 6.   | Gibraltar Utd     | 39 | 27 | 11 | 6 | 10 | 48 | 37  | +11  |
|                       | 7.   | Lynx              | 31 | 27 | 8  | 7 | 12 | 29 | 45  | -16  |
|                       | 8.   | Glacis United     | 24 | 27 | 7  | 3 | 17 | 28 | 58  | -30  |
|                       | 9.   | Lions Gibraltar   | 9  | 27 | 3  | 0 | 24 | 17 | 77  | -60  |
|                       | 10.  | Boca Gibraltar    | 7  | 27 | 2  | 1 | 24 | 13 | 129 | -116 |

Legenda:
      Campione di Gibilterra e ammessa alla UEFA Champions League 2019-2020
      Ammesse alla UEFA Europa League 2019-2020
Note:
Tre punti a vittoria, uno a pareggio, zero a sconfitta.
La classifica viene stilata secondo i seguenti criteri:
- Punti conquistati
- Differenza reti generale
- Reti totali realizzate

## Risultati

### Tabellone
|                   | Boc      | Eur     | GPh     | GUn     | Gla     | Lin     | Lio     | Lyn     | Mon     | StJ     |
| ----------------- | -------- | ------- | ------- | ------- | ------- | ------- | ------- | ------- | ------- | ------- |
| Boca Gibraltar    | ––––     | 0-9     | 2-5 0-8 | 0-4     | 0-2 2-3 | 0-11    | 1-0 0-7 | 0-3     | 0-3 0-5 | 1-1     |
| Europa FC         | 3-0 13-1 | ––––    | 2-0 3-0 | 1-0     | 1-0     | 1-1     | 5-1     | 4-0 5-0 | 2-1 4-3 | 2-3 2-0 |
| Gibraltar Phoenix | 3-1      | 0-1     | ––––    | 2-1 2-0 | 6-0     | 0-2 0-3 | 1-0     | 2-0     | 1-0 0-2 | 1-2     |
| Gibraltar United  | 2-1 7-0  | 1-3 1-1 | 1-1     | ––––    | 2-1 2-0 | 1-5     | 4-0 4-1 | 4-1 1-1 | 2-1     | 0-1     |
| Glacis United     | 6-1      | 0-0 1-6 | 1-3 1-1 | 0-2     | ––––    | 1-2     | 3-1     | 0-0 0-2 | 2-3     | 0-2 0-1 |
| Lincoln Red Imps  | 3-0 10-0 | 3-2 2-0 | 4-0     | 0-1 2-0 | 4-0 2-1 | ––––    | 3-0 5-1 | 1-0     | 3-1     | 1-3     |
| Lions Gibraltar   | 2-1      | 0-2 0-8 | 1-3     | 1-0     | 0-1 1-2 | 0-2 0-3 | ––––    | 0-3     | 0-4     | 0-7 0-1 |
| Lynx              | 0-1 1-0  | 1-1     | 0-0 1-2 | 2-2     | 2-1     | 1-1 1-4 | 1-0     | ––––    | 0-3 2-1 | 2-3 0-1 |
| Mons Calpe        | 3-0      | 1-2     | 3-0     | 1-1 5-2 | 0-1 4-1 | 2-2 2-0 | 3-0 6-0 | 1-1     | ––––    | 2-1     |
| St Joseph's       | 5-0 10-1 | 0-1     | 0-0 3-0 | 2-2 2-1 | 8-0     | 0-5 1-3 | 3-1     | 7-1     | 1-2 1-1 | ––––    |